# Savilly
Savilly település Franciaországban, Côte-d’Or megyében. Lakosainak száma 79 fő (2022. január 1.). Savilly Bard-le-Régulier, Lucenay-l’Évêque, Manlay, Villiers-en-Morvan és Chissey-en-Morvan községekkel határos.

## Népesség
A település népessége az elmúlt években az alábbi módon változott:
| Lakosok száma | 118  | 88   | 69   | 77   | 79   | 82   | 80   | 79   | 79   | 79   |
|               | 1968 | 1982 | 1990 | 2006 | 2013 | 2015 | 2017 | 2019 | 2020 | 2022 |